# 甲浦信号場
甲浦信号場（かんのうらしんごうじょう）は、高知県安芸郡東洋町大字河内にある、阿佐海岸鉄道阿佐東線の信号場である。同線の終点。

## 概要
開業当初は鉄道駅の甲浦駅（かんのうらえき）として営業しており、阿佐東線の終着駅となっていた。また、高知県内に属する鉄道駅では最も東に位置していた。
2021年の阿佐東線におけるデュアル・モード・ビークル（DMV）運行開始に伴い改修工事が実施され、駅から信号場に変更されるとともに、鉄道モード・バスモードの切り替えを行うモードインターチェンジが設けられた。また、既存の駅ホームは供用廃止となり、代わって駅舎前に設けられた「甲浦駅」バス停留所（バスモード区間にあるため、鉄道施設ではない）で旅客の乗降を取り扱う形となった。
当駅から室戸岬を経て奈半利駅（土佐くろしお鉄道ごめん・なはり線として開業）までの間には、鉄道敷設法による予定鉄道線路（改正鉄道敷設法別表）により鉄道を敷設する計画が定められていた（未成線）が、国鉄再建法によって事業が凍結されたのち、国鉄分割民営化に伴う法令施行に伴い鉄道敷設法が廃止され、法的な根拠をもった路線計画は消滅した。なお、DMVは系統の1つ（海南室戸線）が室戸岬方面まで運行している。
普通鉄道車両運行時代の甲浦駅の駅番号はAK30であった。

## 歴史
- 1992年（平成4年）3月26日：阿佐東線の終着駅として甲浦駅が開業[2][3]。
- 2019年（平成31年）1月10日：DMV導入による当駅駅舎ならびに線路改築工事開始のため、利用客駐車場とバス乗り場を50メートル南に移転[4]。
- 2020年（令和2年）
  - 10月23日：甲浦駅廃止。同時に阿佐東線が0.1 km延伸され、甲浦信号場が設置[5]。なお、11月30日までは従来通りの駅施設で旅客扱いが行われていた。
  - 12月1日：この日からDMV工事完了まで代行バス輸送となり、牟岐方面への乗り換え駅も海部駅から阿波海南駅に変更[6][7]。
- 2021年（令和3年）12月25日：DMV運行開始[8][9]により、モードインターチェンジの供用を開始。駅前にDMV「甲浦駅」バス停留所が設置される。

## 信号場構造

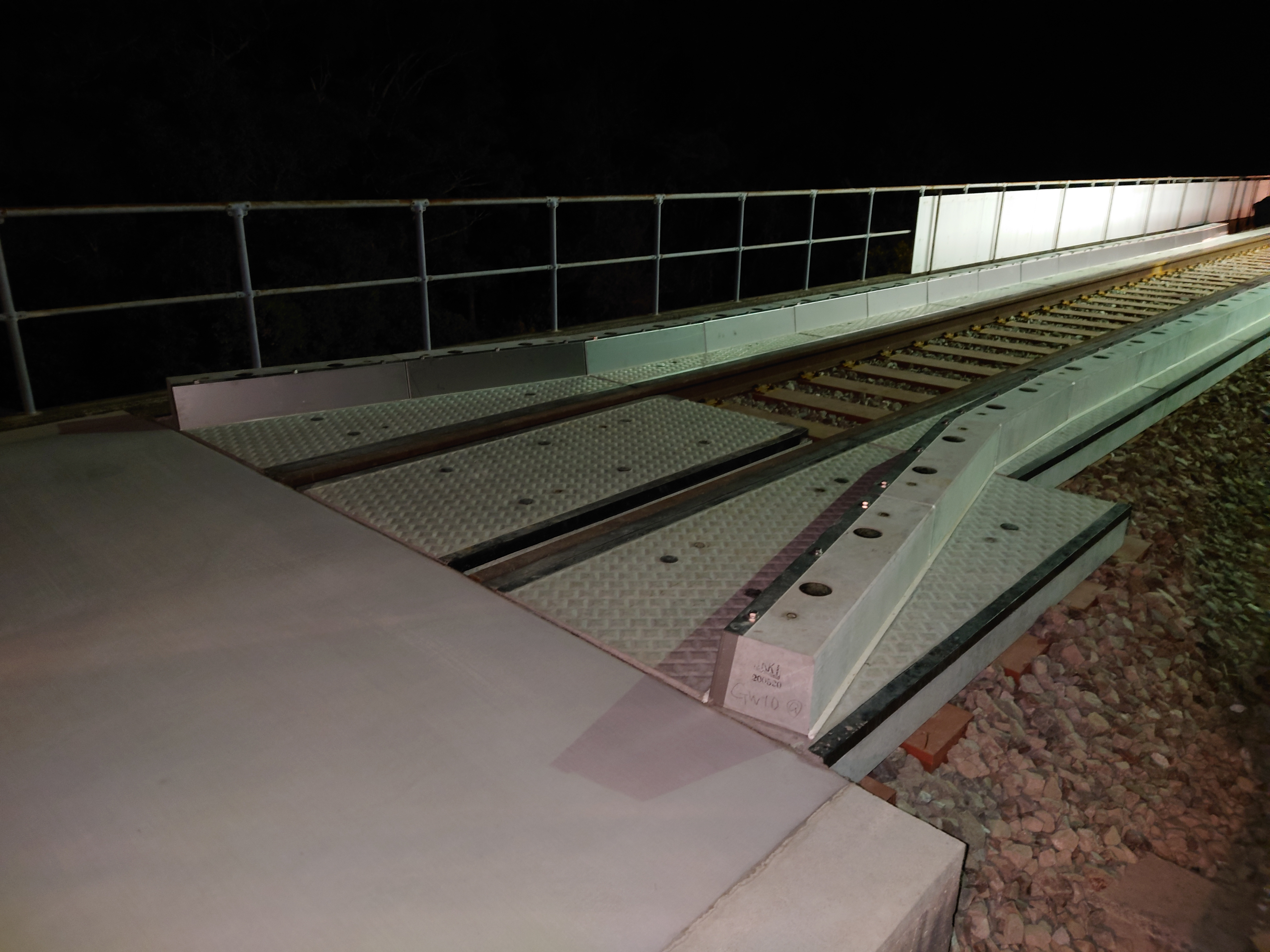
線路終端部のDMVモードチェンジ箇所（2020年11月）

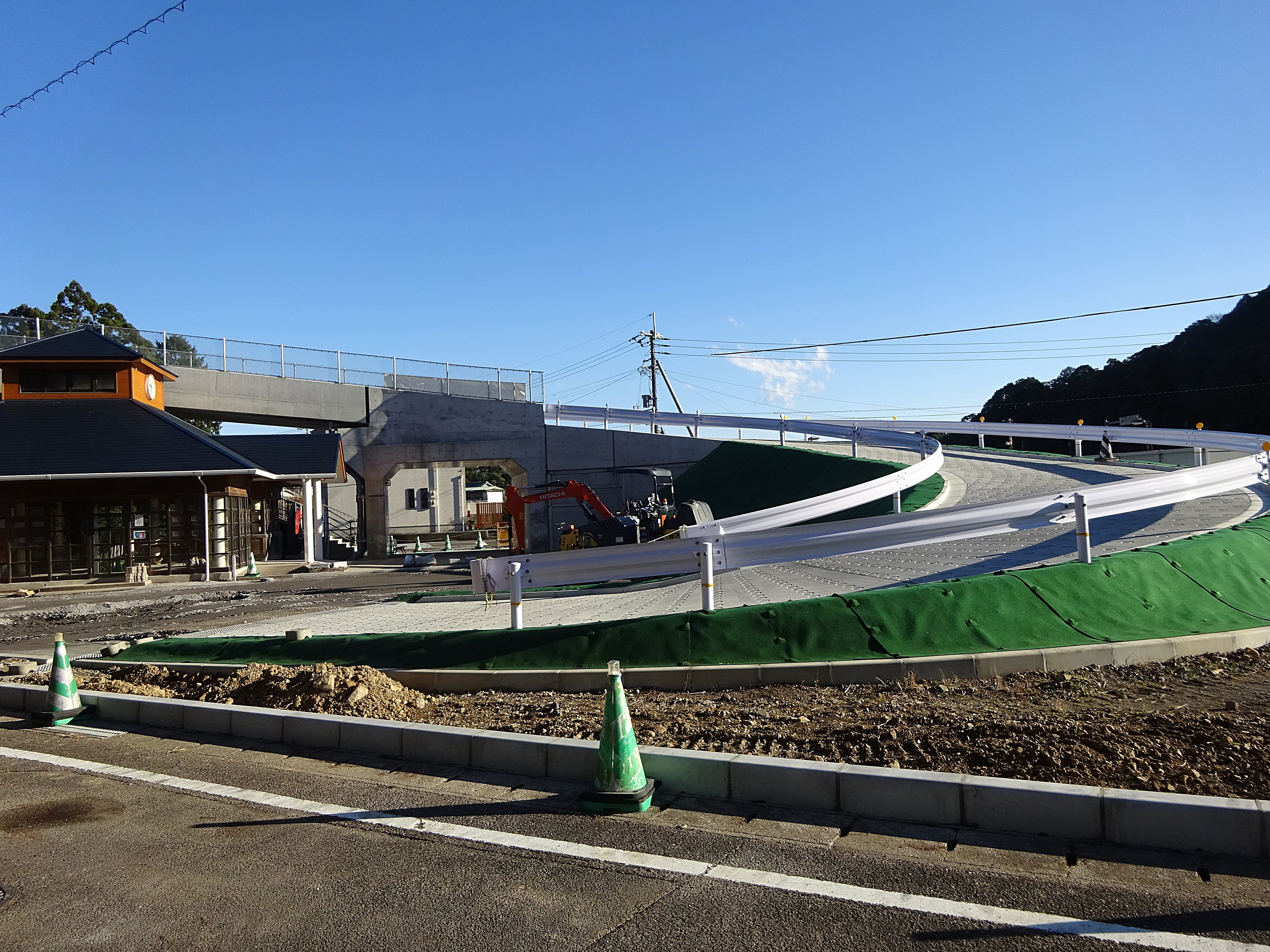
DMVモードチェンジ箇所への取付道路（2020年12月）

阿佐東線の高架上にDMVのモードインターチェンジが設けられており、ここで一旦停車して鉄車輪の出し入れを行う。線路はここで終端となり、モードインターチェンジの先には駅舎前に降りる専用スロープ（道路区間であり阿佐東線には含まれない）が設けられている。
DMVは駅前に設置されたバス停留所で旅客の乗降を取り扱う。詳細は後述。
DMV乗り入れ以前のホームへの立ち入りはできなくなっているが、ホームに向かう階段には入ることができ、モードチェンジの様子を横から見ることができる。

### DMV乗り入れ前

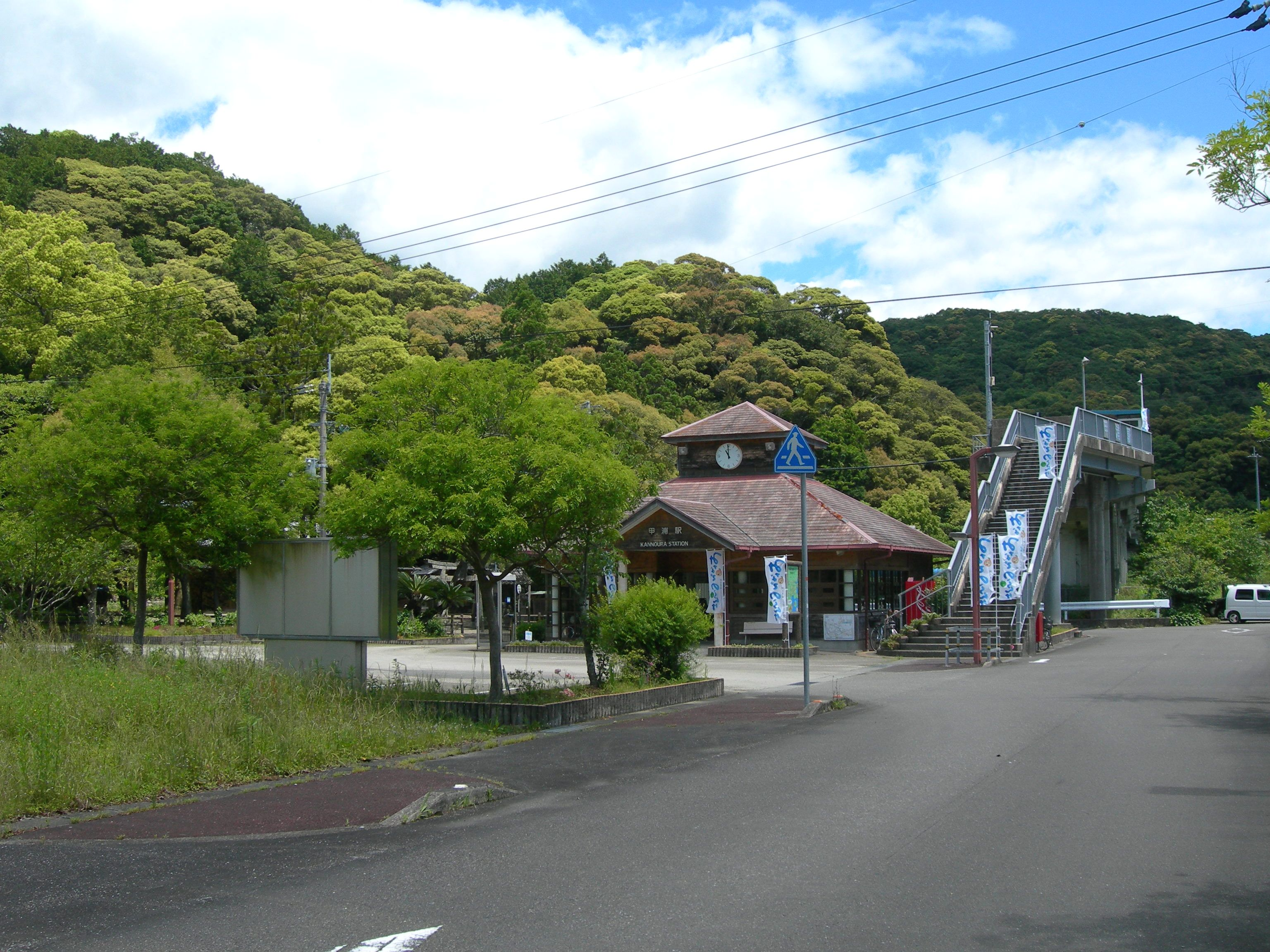
駅前

DMV乗り入れ前は高架上（現在のモードインターチェンジ手前）に単式ホーム1面1線を有する形態（高架駅）であり、「1番線」のホーム番号も設定されていた。ホームと地上は階段で連絡していた。列車の夜間滞泊はなく、最終列車到着後は車庫のある宍喰駅に回送され、翌朝再度同駅から回送され当駅始発列車となっていた。室戸・奈半利方面へ延伸できるような構造となっており、その構造を活かしてDMVのモードインターチェンジが設置された。当時の駅名標には東洋町が観光案内板などで使用しているキャラクターがあしらわれていた。
駅舎は線路脇に設置されており、DMV化後も存続している。甲浦婦人会が売店の営業と乗車券の販売を受託していたほか、駅構内にてレンタサイクルの営業も行っている。

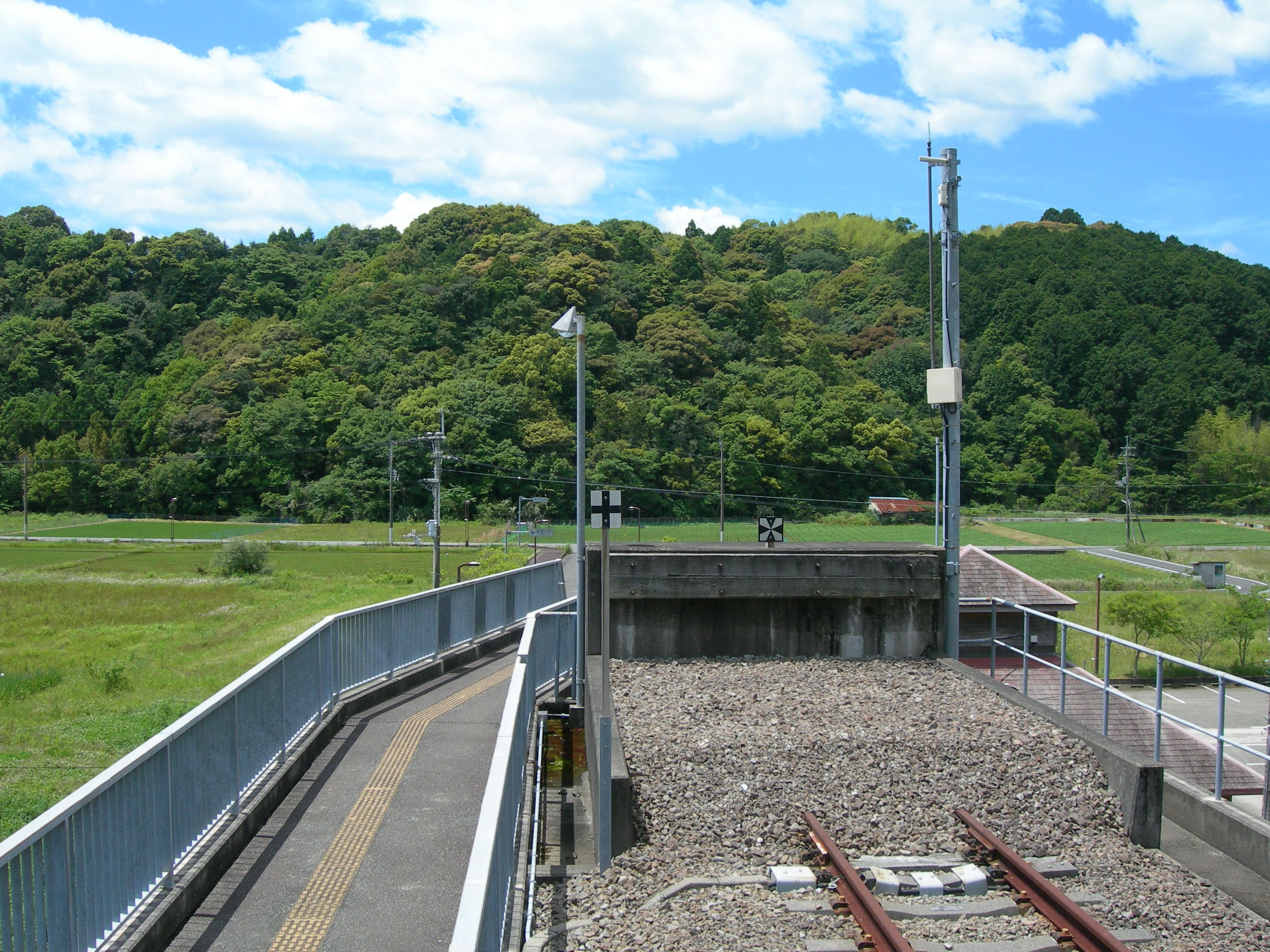
線路終端部の車止め
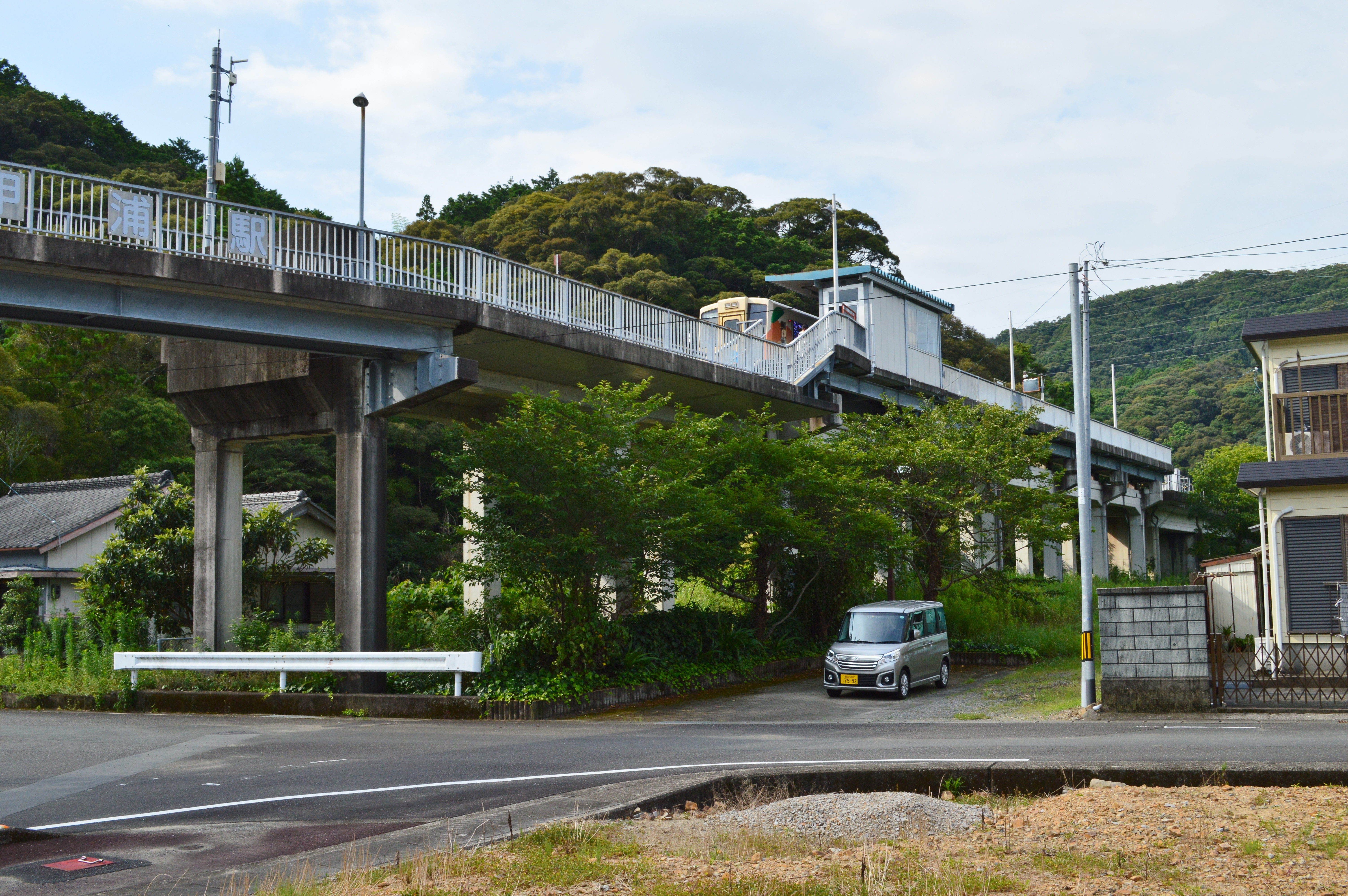
線路終端部
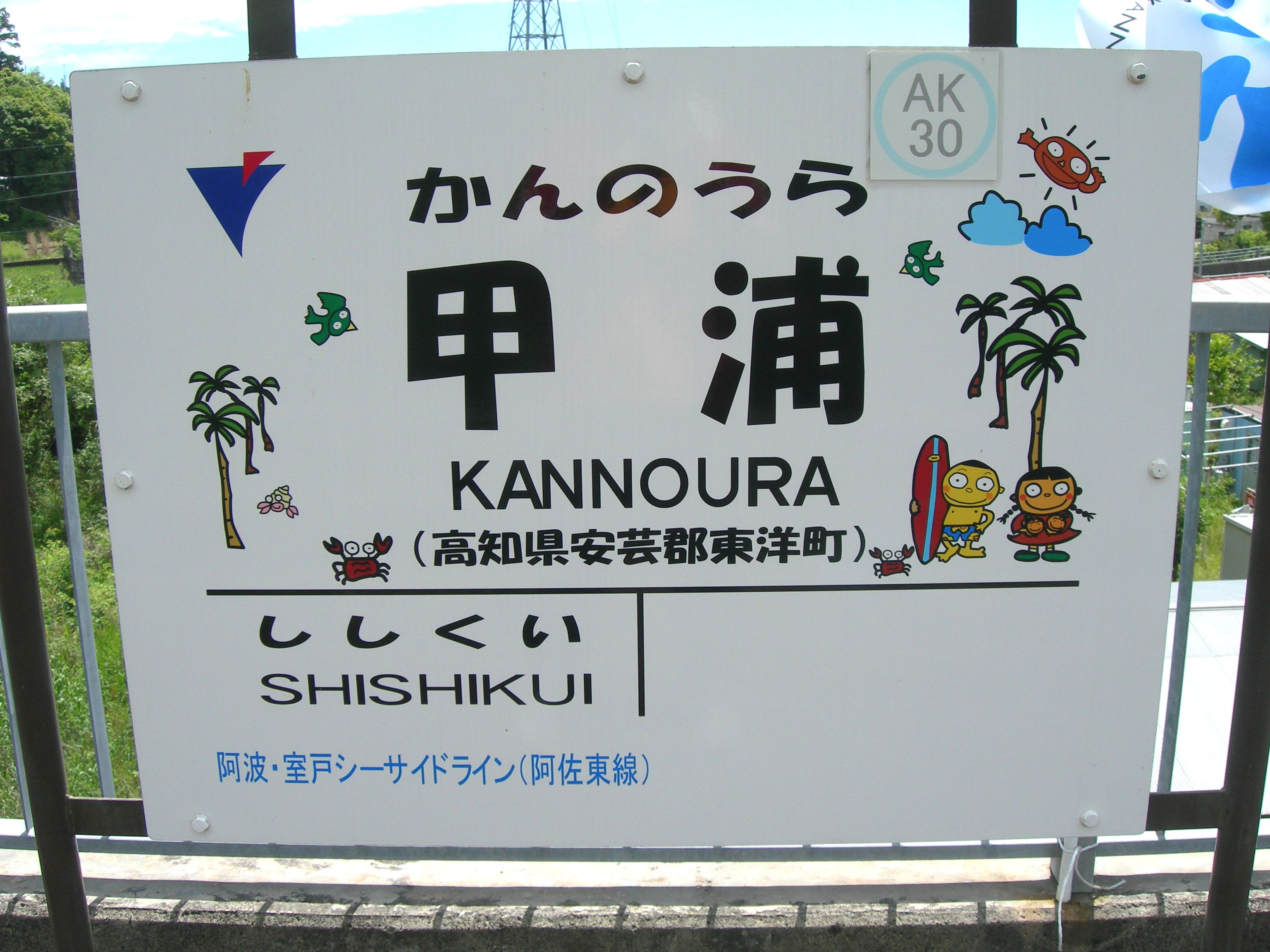
高架時代の駅名標

## 周辺
行政機関
- 東洋町役場甲浦支所
- 東洋町シルバー人材センター
- 室戸警察署甲浦駐在所

教育機関
- 東洋町立甲浦中学校
- 東洋町立甲浦小学校
- 東洋町立甲浦保育園
- 東洋町立甲浦公民館
- 東洋町青少年旅行村

金融機関・郵便局
- 日本郵便甲浦郵便局
- 四国銀行甲浦支店
- 高知県農業協同組合東洋支所

宿泊施設
- 東洋白浜リゾートホテル（旧名称・白浜ホワイトビーチホテル。白浜海水浴場北側に隣接）

その他
- 甲浦港
- 白浜海水浴場
- 道の駅東洋町（白浜海水浴場内に所在）

道路
- 国道55号
- 高知県道201号甲浦港線
- 高知県道391号甲浦インター線
- 阿南安芸自動車道海部野根道路甲浦IC（事業中）

## バス路線
阿佐海岸鉄道
- 甲浦信号場から地上におりた場所に甲浦駅バス停が存在する。
  - （上り）〈宍喰〉・〈海部〉・阿波海南駅・阿波海南文化村方面
  - 海南宍喰線（下り）海の駅東洋町・道の駅宍喰温泉方面
  - 海南室戸線（下り）海の駅東洋町・むろと廃校水族館・室戸岬・海の駅とろむ方面（土休日のみ）

※〈〉はDMVの鉄道区間に位置する鉄道駅。
徳島バス
- 徳島バスは昼行高速バスが、約1 km離れた甲浦中学校付近の甲浦バス停（徳島バス南部の甲浦口バス停と同位置）に停車する。
  - 室戸・生見・阿南大阪線（上り）宍喰・海部・海部高校前・浅川・牟岐・日和佐・由岐・橘営業所・阿南駅・高速舞子・ハービスOSAKA・南海なんば方面
  - 室戸・生見・阿南大阪線（下り）生見方面
  - 室戸・生見・阿南大阪線（下り）生見・野根・室戸世界ジオパークセンター・岬・室戸方面

※阿南駅 - 甲浦間のみ途中乗降可能。
その他
- かつては高知東部交通と徳島バス南部の路線バスが乗り入れていたが、現在はいずれも乗り入れを取り止めている。
  - 高知東部交通は2021年12月24日まで乗り入れていたが、翌25日のDMVの運行開始に合わせて乗り入れを終了。以降、阿佐海岸鉄道のDMVとは海の駅東洋町バス停にて接続する形に改められた[14]。徳島バス南部はDMV開業後も暫くは乗り入れを続けていたが、2022年2月1日のダイヤ改正に伴いこちらも乗り入れを終了し、同様に海の駅東洋町バス停での接続に変更された。
  - 甲浦信号場に近い高知東部交通や徳島バス南部のバス停は、甲浦学校前バス停・甲浦口バス停・海の駅東洋町バス停などである。

## 隣の駅
阿佐海岸鉄道
■阿佐東線
※（　）括弧内表記はDMVバスモード区間における停留所
宍喰駅 - 甲浦信号場（ - 甲浦駅停留所 - 海の駅東洋町停留所）